# Sophie von Merenberg
Sophie von Merenberg, född 1868, död 1927, var en tysk och rysk grevinna, gift morganatiskt med storfurst Michael Michailovitj av Ryssland.  
Hon var dotter till prins Nikolaus Wilhelm av Nassau och dennas morganatiska ryska hustru Natalia Alexandrovna Pushkina. Hon mötte tsarens kusin i Nice. Paret gifte sig 26 februari 1891. De fick tre barn. Giftermålet var ett morganatiskt äktenskap som ägde rum utan hans föräldrars tillstånd, och som straff förvisades paret från Ryssland och tilläts inte bosätta sig där. Sophie fick titeln grevinnan de Torby av sin farbror storhertig Adolf av Luxemburg, som även tillföll parets barn. Paret fick aldrig tillstånd att bosätta sig i Ryssland utan bosatte sig istället i Kenwood House i Hampstead i London. De kände det brittiska kungaparet och levde sitt liv som medlemmar av den brittiska societeten. 